# Three Hanks: Men with Broken Hearts
Three Hanks: Men with Broken Hearts è un album pubblicato nel 1996 dalla Curb Records. 

## Il disco
L'album combina le canzoni della star del country Hank Williams con l'accompagnamento vocale del figlio Hank Williams Jr. e del nipote Hank Williams III.

## Tracce
1. "I'll Never Get Out of This World Alive"  	Hank Williams / Fred Rose	2:30
2. "Move It On Over"  	Williams	2:16
3. "Moanin' the Blues"  	Williams	2:33
4. "Never Again (Will I Knock on Your Door)"  	Williams	2:29
5. "I'm a Long Gone Daddy"  	Williams	2:55
6. "Honky Tonk Blues"  	Williams	2:19
7. "I Won't Be Home No More"  	Williams	2:29
8. "'Neath a Cold Gray Tomb of Stone"  	Williams / Mel Foree	2:54
9. "Where the Soul of Man Never Dies"  	Wayne Raney	1:44
10. "Hand Me Down"  	Hank Williams, Jr.	4:03
11. "Men with Broken Hearts"  	Williams	3:12
12. "Lost Highway"  	Leon Payne	2:08

## Classifica
- U.S. Billboard Top Country Albums	29
- U.S. Billboard 200	167